# تی‌ال‌سی (گروه موسیقی)
تی‌ال‌سی (انگلیسی: TLC) یک گروه موسیقی دختران آمریکایی متشکل از رزاندا تامس، لیزا لوپس و تیون واتکینز است که سال ۱۹۹۰ در آتلانتای جورجیا شکل گرفت. تی‌ال‌سی با فروش بیش از ۶۵ میلیون نسخه آلبوم، پرفروش‌ترین گروه دختران آمریکایی و دومین گروه دختران پرفروش جهان پس از اسپایس گرلز به شمار می‌رود.